# Scouts Guide to the Zombie Apocalypse
Scouts Guide to the Zombie Apocalypse es una película estadounidense de 2015 dirigida por Christopher Landon, escrita por Emi Mochizuki, Carrie Evans y Lona Williams, y es protagonizada por Tye Sheridan, Logan Miller y Joey Morgan. Los efectos de maquillaje son hechos por Tony Gardner y su compañía, Alterian, Inc. La película se estrenó el 30 de octubre de 2015 por Paramount Pictures.

## Argumento
Tres estudiantes de secundaria, Ben, Carter y Augie, están tratando de reclutar nuevos miembros para su grupo de Scouts, liderado por su Líder de Scout Rogers. Aunque Augie siempre ha estado feliz de ser un Scout, Ben y Carter tienen dudas. Carter intenta convencer a Ben para que lo dejen, pero no puede, ya que Augie está a punto de obtener su Insignia Condor. Su conversación se corta cuando Ben accidentalmente golpea a un ciervo. Ellos logran obtener ayuda de la hermana de Carter, Kendall y sus amigos. Ben, que estaba enamorado de Kendall, recibe algunos consejos de ella y todos ven que el ciervo muerto ha desaparecido. Antes de salir, los dos están invitados a la "Fiesta Secreta de Último Año" y Carter recibe la dirección. Cuando van a buscar alcohol para la fiesta, conocen a Denise, una mesera que trabaja en un club de estriptis. Ella y Ben se llevan bien, y ella les compra el alcohol para ellos. Los dos entonces se encuentran con Augie en el bosque para que puedan establecer su campamento. Esa noche, todavía preocupados por la desaparición del Líder Scout Rogers, el trío habla de lo grande que ha sido su amistad antes de irse a dormir. Antes de que se acabe la noche, Carter despierta a Ben para que puedan asistir a la fiesta. Augie los ve, sin embargo, está decepcionado por su elección. Los dos conducen a la ciudad para encontrar que el hombre que vigila la entrada del club (portero) no está más allí y se deslizan adentro. Los dos son atacados inmediatamente por el portero zombi y una estríper también zombi antes de ser salvados por una escopeta que maneja Denise. Augie va a la casa del líder Scout Rogers para encontrarlo, solo para ser atacado por el líder Scout Rogers como un zombi. Augie consigue disuadirlo y huir de la escena.
Ben, Carter y Denise van a la comisaría para descubrir que la ciudad ha sido evacuada, antes de ser perseguidos por una horda de zombis en una celda. Esperan durante horas cuando los zombis oyen música desde fuera y se van. Augie, viendo el auto de Ben, entra y desbloquea la celda, liberándolos. Todos escapan y hacen su camino por la autopista. Después de caminar un poco, los cuatro son recogidos por el cabo Reeves. Se dirigen a la fiesta para ver si alguien fue evacuado, solo para encontrar que la dirección que tiene Carter era falso. El grupo comienza a discutir, pero Reeves ha sido mordido antes y se convierte en un zombi. Denise lo mata y tratan de obtener una señal en su radio. Escuchan información sobre el bombardeo aéreo de la ciudad y comienzan a entrar en pánico. Carter entonces recuerda que el diario de su hermana tiene la información de la fiesta en ella. Los cuatro toman el vehículo y conducen a la casa de Carter. Una vez allí, logran obtener el diario. Pero más zombis llegan, y proceden a perseguir al trío. Logran escapar usando un trampolín para llegar a la ahora zombificada vecina, la casa de la Sra. Fielder. Desde allí, toman su coche y la cabeza por el camino. Los cuatro encuentran una moto tirada en el camino y Denise la toma así ella pueda conseguir los militares. Ahora, los 3 solos, Ben, Carter y Augie, consiguen armas en una ferretería y se dirigen a la fiesta.
Los zombis encuentran la fiesta, y proceden a atacar a los fiesteros, hasta que el trío aparece, armados con armas y proceden a matar a los zombis. Una vez que se quedan sin munición, se encierran en el edificio y los zombis los siguen arriba. Ben y Carter barrican la puerta cuando Augie revela que ha construido una bomba que estaba escondida en la mochila de Ben. Antes de hacerla explotar, Ben y Carter se disculpan con Augie, por traicionarlos y Augie acepta sus disculpas. Se las arregla para encender el fusible cuando los zombis irrumpen y los tres escapan a través de una tolva de basura justo cuando explota, matando a todos los zombis. Denise y los militares llegan a la escena, estableciendo tiendas médicas y ayudando a los supervivientes mientras los Scouts reconcilian su amistad y, Ben y Kendall se besan.
En una escena poscréditos, la cabeza del líder Rogers se encuentra tirada en el suelo, hasta que un pájaro defeca encima de él y luego él dice “adiós”, terminando la película.

## Elenco
- Tye Sheridan como Ben.
- Logan Miller como Carter.
- Joey Morgan como Augie.
- Sarah Dumont como Denise.
- David Koechner como el líder Rogers.
- Cloris Leachman como la Sra. Fielder
- Halston Sage como Kendall.
- Patrick Schwarzenegger como Jeff.
- Leon Charles Farmer como Steve Daniels.
- Mark Roosien como Carl.

## Producción
El 30 de mayo de 2014, Paramount Pictures fijó la película para el 13 de marzo de 2015. El 14 de octubre de 2014, la película fue atrasada al 30 de octubre de 2015.

### Filmación
El rodaje de la película comenzó el 8 de mayo de 2014 en Los Ángeles.

## Secuela
En una entrevista, las estrellas Miller, Morgan y Dumont indicaron si la película es un éxito de taquilla, podría haber secuelas potenciales.